# Index Medicus africain
 (février 2015).
Pour les articles homonymes, voir IMA.
L'Index Medicus africain (IMA) est un index international à la littérature sanitaire africaine, mis en place par le Bureau Régional Afrique de l'Organisation  Mondiale de la Santé (OMS) dans l'optique de rendre disponibles sur internet, à l'endroit des professionnels de la santé, des décideurs et des communautés, les informations sanitaires ou médicales produites sur l'Afrique et par des chercheurs africains.

## Mise en place d'IMA
L’implémentation d'une base de données régionale de la littérature sanitaire publiée en Afrique (un Index Medicus africain ) a été demandé par le Comité Régional de l'OMS Afrique par la résolution AFR/RC30R5. En 1984, le travail sur le développement de la base de données dans la région Afrique commença, mais il fut suspendu pour diverses raisons.
Le projet a été relancé en 1993 à la suite d'une consultation à Accra, au Ghana, entre le personnel technique de l’OMS et les professionnels africains de l'information sanitaire, membres du Bureau de l'Association pour l'Information et les Bibliothèques de Santé en Afrique (AIBSA).

## Objectifs et missions d'IMA
L'Index Medicus Africain vise à donner accès à l'information sanitaire publiée ou liée à l’Afrique et à encourager la publication locale. Il a pour but de collecter les références pertinentes des informations publiées et non publiées  relatives à la santé en Afrique et non indexées ailleurs. Les principaux objectifs de l'index sont :
- Promouvoir la publication en Afrique en incitant les auteurs à publier dans leur   pays ou dans les revues régionales;
- Donner plus de visibilité à la recherche biomédicale et en santé effectuée dans les pays africains;
- Réduire le coût d'accès à l’information dans les pays en développement;
- Intégrer les publications africaines dans les réseaux d'information internationaux;
- Développer et encourager le partage de l’information et la collaboration dans la région;
- Collaborer avec d'autres régions et institutions en vue de mettre des informations sanitaires et biomédicales à la disposition du public le plus large possible.

## Documents indexés dans IMA
- La littérature grise
- Les rapports techniques
- Les thèses et mémoires
- Les revues médicales (certaines avec des articles complets)

## Revues indexées dans IMA
Toutes les revues médicales africaines pourraient être indexées dans la base de données IMA. Les articles sur ou liés à l'Afrique et publiés dans d'autres journaux régionaux ou internationaux y sont également indexés.

## Organisation et gestion d'IMA
Le projet Index Medicus africain est basé au Bureau Régional de l'OMS pour l'Afrique, situé à Brazzaville, au Congo.
Les données sont fournies par les points focaux nationaux et les éditeurs médicaux africains. Beaucoup d'entre eux sont membres du FAME . Les informations reçues par l'équipe du projet IMA sont indexées, cataloguées, compilées et intégrées dans une base de données disponible sur un OPAC accessible depuis le site de l'Index Medicus Africain. 

## Intégration aux réseaux internationaux d'information
IMA est reconnu par les institutions et organisations de référence comme étant le principal catalogue de l'information sanitaire africain. De ce fait, des recommandations et/ou des redirections vers l'Index Medicus Africain, sont présentes sur les sites web d'un grand nombre de ces organisations, notamment ceux des réseaux internationaux tel que le CISMEF (France), des universités tels l'Université Stanford , de l'Université d'Alberta ... Aussi le Conseil Africain et Malgache pour l'Enseignement Supérieur(CAMES) recommande aux chercheurs et scientifiques africains de publier dans des revues indexées sur IMA pour assurer la crédibilité de leurs travaux.